# 上杭路街道
上杭路街道，是中华人民共和国天津市河东区下辖的一个乡镇级行政单位。是河东区政府、河东新中心所在地。

## 行政区划
上杭路街道下辖以下地区：
程林里社区、滨河里社区、凤麟里社区、万平里社区、泰昌西里社区、万和里社区、来安里社区、金湾花园社区、懿德园社区、陆典庭园社区、大洋嘉园社区、芳水河畔社区、万达广场社区、静墅里社区和红星国际广场社区

## 历史
| 年份        | 名称             | 上级行政区   |
| ----------- | ---------------- | ------------ |
| 1953 - 1958 |                  | 天津市       |
| 1958 - 1962 |                  | 天津市河东区 |
| 1962 - 1981 | 万新村人民公社管 | 天津市东丽区 |
| 1981 - 1985 | 万新庄街道       | 天津市东丽区 |
| 1985 - 1996 | 万辛庄街道       | 天津市河东区 |
| 1996 - 今   | 上杭路街道       | 天津市河东区 |

## 万达商圈

河东万达广场附近

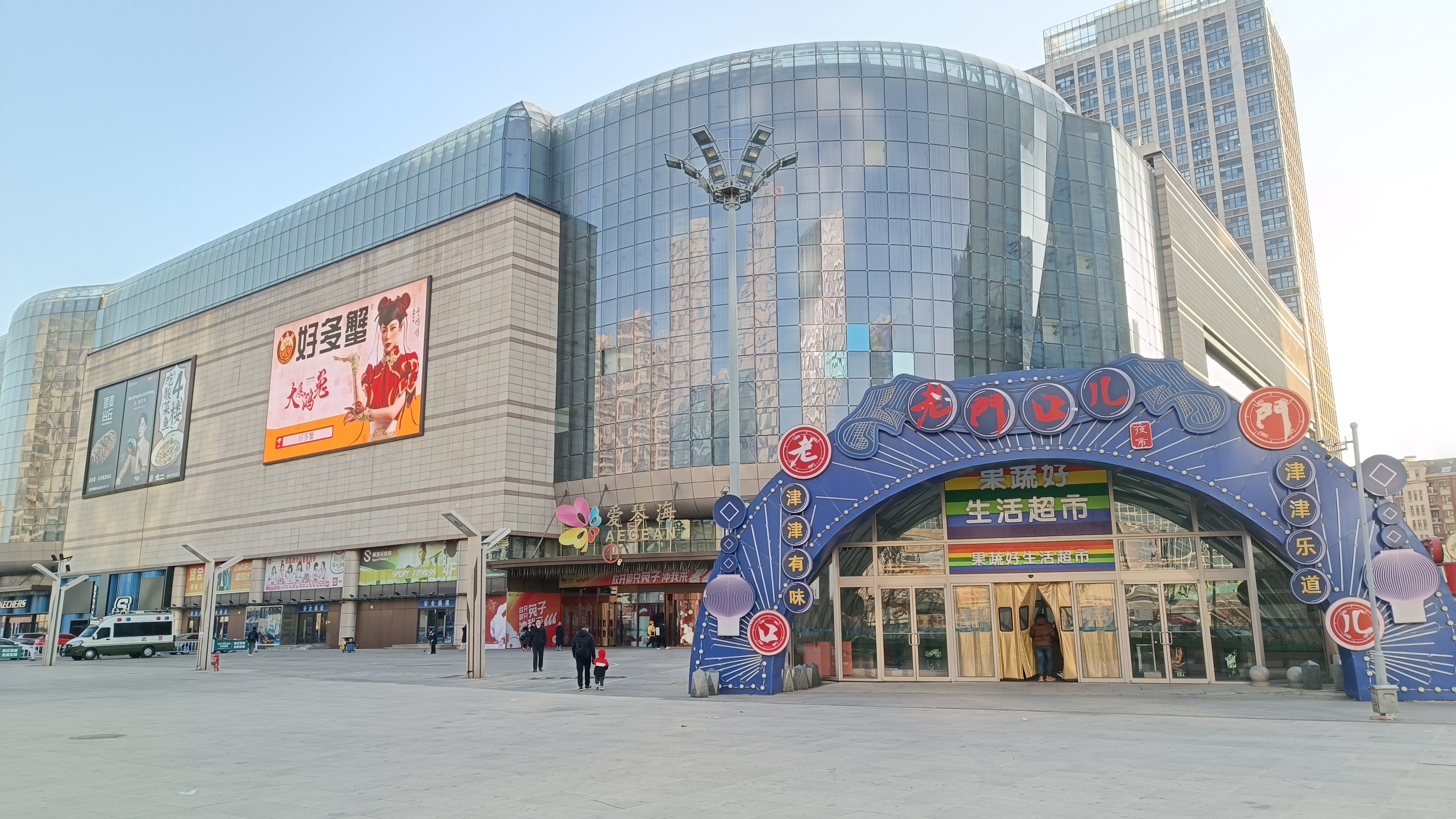
老门口夜市和爱琴海购物公园

河东万达商圈又称河东商务区、河东新中心，位于上杭路街道，是河东区最大的商圈。该商圈包括的商场有：
- 河东万达广场
  - 幸福里夜市
  - 华润万家大超市
  - 河东金街
- 爱琴海购物公园
  - 老门口夜市
  - 果蔬好生活超市
- 红星美凯龙（红星国际广场）
- 玺瑞宴会艺术中心
- 平河装饰灯具城
- 中储生活广场

## 交通
天津地铁4号线：泰昌路站

## 教育
- 初中
  - 七中教育集团东局子学校
- 小学
  - 天津市缘诚小学
  - 河东区东兴小学
  - 河东实验教育集团行知小学

## 休闲
- 河东公园